# نادي مصر المقاصة
نادي مصر المقاصة أو نادي هويدي، هو نادي كرة قدم مصري مقره الفيوم، ويشارك حاليًا في الدوري المصري القسم الثاني. تأسس عام 1988 تحت مسمى نادي هويدي والفراعنة. نجح الفريق في الصعود لأول مرة في تاريخه للدوري الممتاز بعد أن اعتلى قمة مجموعة الصعيد بموسم 2009-2010. قاده المدير الفني إيهاب جلال للتأهل لبطولة كأس الكونفيدرالية الأفريقية عام 2016 لأول مرة في تاريخه بعد أن احتل المركز الرابع في الدوري المصري موسم 2014–2015 واستطاع النادي تحقيق مفاجأه كبرى بعد حصوله على وصافة الدوري بعد منافسه على البطولة مع النادي الأهلي في بطولة الدوري المصري الممتاز 2016–17 وتأهله لبطولة دوري أبطال أفريقيا 2018 للمرة الأولى في تاريخه.

## تاريخ النادي

### التسمية
تغير اسم نادي المقاصة عدة مرات. فكان يطلق عليه سابقاً اسم نادي هويدي من سنه 1988 إلى موسم 2006. لكن تغيّر الاسم لفترة محدودة وأصبح نادي الفراعنة من 2006 إلى موسم 2007 قبل أن يتحول للاسم الحالي؛ نادي مصر للمقاصة. اكتسب اسمه الحالي بعدما رعاه شركة مصر للمقاصة والإيداع والقيد المركزي بعد سوء أوضاع خزينة النادي، ولكن بعد انتهاء عقد شركة مصر للمقاصة والإيداع والقيد المركزي عاد الفريق لمسمى نادي هويدي الفيوم عام 2021 ليشارك بهذا الاسم في بطولة الدوري المصري الممتاز 2022

### الفريق الأول لكرة القدم
تأسس هذا النادي سنه 1988 تحت مسمي نادي هويدي..في محافظة الفيوم في صعيد مصر—الفكرة هي تاسيس نادي قوي يحمل اسم الصعيد واسم الفيوم بالدوري الممتاز لقد تاسس منطقه صغيره للنادي الاجتماعي في مركز اطسا غرب الفيوم واصبح مسجل ويتبع مدينه الفيوم والصعيد إدارة نادي هويدي -المقاصة حالياً- كانت بالشورى بين الجميع، في ظل العلاقات القبلية والتي تربط الأهالي في محافظة الفيوم، ومن ثم تم بناء فريق الكره من لاعبين من الفيوم وبني سويف وتم أخذ استاد الفيوم كمقر للعب المبارايات ليصبح استاد المقاصة الفيوم الملعب الرسمي للفريق منذ بدا تاسيسه حتي الآن
أولى خطوات النادي كانت في الدرجة الرابعة المصرية عام 1998، الأمر لم يكن بتلك الصعوبة سواء بها أو في الثالثة والثانية، «فقط كان حاج للفكر والإدارة لا للأموال» تواجد الفريق في الدرجة الثانية لمدة ست سنوات، مجموعة الصعيد حينها كانت تمتد من الفيوم لأسوان، الأمر كان صعباً في البداية وأنهين الموسم في مركز متأخر «عقدنا جلسة واتفقنا على أننا لن نتمكن من الصعود للدوري الممتاز إلا في وجود راعِ للفريق، هنا كانت البداية بالتعاقد مع الفراعنة في موسمنا الثالث بالدرجة الثانية» التعاقد مع راع جديد أدى بدوره إلى تغيير اسم الفريق إلى الفراعنة، لكن الأمر لم يدم طويلاً في ظل البحث عن راع آخر بعد عام واحد فقط، وفي ظل رحلة البحث حصل الفريق الفيومي على المركز الرابع في الترتيب النهائي لمجموعة الصعيد، ثم الثاني في العام التالي.التعاقد مع شركة مصر المقاصة كان له مفعول السحر، الفريق تغير مسماه للحالي ونجح في تصدر مجموعته في الدرجة الثانية، أخيراً تحقق الحلم وظهر أبناء الفيوم في الدوري الممتاز.هويدي يقول عن الأمر: «موسم 2009-2010 تحت قيادة أحمد عبد الحليم نجحنا في التأهل أخيراً للممتاز، أذكر مباراة الصعود جيداً، كانت أمام الوادي الجديد بحضور 20 ألف مشجع في الملعب».
نجح نادي مصر للمقاصة في الصعود لأول مرة في تاريخه للدوري الممتاز بعد أن أعتلى قمة مجموعة الصعيد بموسم 2009-2010، فصعد بعد فوزه 2-0 على نادي وادي الجديد على أرضه. وجاء مصر المقاصة في صدارة مجموعتها متقدمًا على نادي بني سويف. أستعان نادي مصر المقاصة بالمدير الفني طارق يحيى ليقود الفريق في أول مواسمه بالدوري الممتاز ويحل بديلاً للمدير الفني أحمد عبد الحليم الذي قاد الفريق في رحلة صعوده. طارق يحيى كان قد قاد فريق الإنتاج الحربي، وهو الفريق الصاعد حديثا، للمركز السابع بالدوري المصري الممتاز في أحد مفاجآت موسم 2009-2010كما استطاع النادى تحقيق مفاجأه كبرى بعد حصوله على وصافة الدورى المصرى الممتاز لكرة القدم 2016-2017، ليكون ثاني مرة ينهي فيها الفريق في المراكز الأربعة الأولى، ويتأهل لدورى أبطال أفريقيا 2018 للمرة الأولى في تاريخه بقيادة مدربه إيهاب جلال.

## إحصاءات وسجلات

### سجل مشاركات الفريق محليًا
| 1     | 2      | ↑   | ↓   |
| البطل | الوصيف | صعد | هبط |

| سجل مشاركة الفريق محليًا منذ 2008 | سجل مشاركة الفريق محليًا منذ 2008 | سجل مشاركة الفريق محليًا منذ 2008 | سجل مشاركة الفريق محليًا منذ 2008 | سجل مشاركة الفريق محليًا منذ 2008   | سجل مشاركة الفريق محليًا منذ 2008 | سجل مشاركة الفريق محليًا منذ 2008 |
| موسم                             | الدوري                           | الدوري                           | كأس مصر                          | هداف الفريق في الدوري              | هداف الفريق في الدوري            | هداف الفريق في الدوري            |
| موسم                             | القسم                            | المركز                           | كأس مصر                          | اللاعب                             | عدد الأهداف                      | مصدر                             |
| -------------------------------- | -------------------------------- | -------------------------------- | -------------------------------- | ---------------------------------- | -------------------------------- | -------------------------------- |
| 2008–2009                        | الدرجة الثانية                   | 2                                | التمهيدي الثالث                  |                                    |                                  |                                  |
| 2009–2010                        | الدرجة الثانية                   | 1 ↑                              | دور الـ32                        |                                    |                                  |                                  |
| 2010–2011                        | الممتاز                          | 6                                | دور الـ32                        | حسين حمدي                          | 8                                | [ 9 ]                            |
| 2011–2012                        | الممتاز                          | لم يستكمل                        | لم تُقم                           | فؤاد سلامة أوسو كونان              | 8                                | [ 10 ]                           |
| 2012–2013                        | الممتاز                          | لم يستكمل                        | دور الـ32                        | فؤاد سلامة حسين حمدي               | 3                                | [ 11 ]                           |
| 2013–2014                        | الممتاز                          | 15                               | دور الـ32                        | حسين حمدي سامح العيدروس            | 3                                | [ 12 ]                           |
| 2014–2015                        | الممتاز                          | 4                                | ربع النهائي                      | وائل فراج                          | 13                               | [ 13 ]                           |
| 2015–2016                        | الممتاز                          | 10                               | دور الـ32                        | نانا بوكو                          | 13                               | [ 14 ]                           |
| 2016–2017                        | الممتاز                          | المركز الثاني                    | ربع النهائي                      | أحمد الشيخ (معار من النادي الأهلي) | 17                               | [ 15 ]                           |
| 2017–18                          | الممتاز                          | 8                                | دور الـ16                        | جون أنطوي                          | 16                               | [ 16 ]                           |
| 2018–19                          | الممتاز                          | 6                                | ربع النهائي                      | جون أنطوي                          | 11                               | [ 17 ]                           |
| 2019–20                          | الممتاز                          | 9                                | دور الـ16                        | ميدو جابر                          | 7                                | [ 18 ]                           |
| 2020–21                          | الممتاز                          | ال11                             | ربع النهائي                      | باسم مرسي                          | 10                               |                                  |

1. ↑  حل الفريق سابعًا في المجموعة الأولى، ويعتبر الفريق في المركز الخامس عشر بين جميع أندية الدوري بحسب النقاط التي حصل عليها.

### الدوري المصري
| م  | الفريق             | لعب | ف  | ت  | خ  | أ.له | أ.ع | أ.ف | نقاط | التأهل أو الهبوط                      |
| -- | ------------------ | --- | -- | -- | -- | ---- | --- | --- | ---- | ------------------------------------- |
| 1  | الزمالك            | 34  | 24 | 5  | 5  | 62   | 29  | +33 | 77   | تأهل إلى دوري الأبطال                 |
| 2  | بيراميدز           | 34  | 22 | 5  | 7  | 56   | 25  | +31 | 71   | تأهل إلى كأس الكونفيدرالية            |
| 3  | الأهلي             | 34  | 20 | 10 | 4  | 62   | 21  | +41 | 70   | تأهل إلى دوري الأبطال                 |
| 4  | طلائع الجيش        | 34  | 14 | 14 | 6  | 27   | 24  | +3  | 56   |                                       |
| 5  | فيوتشر             | 34  | 16 | 8  | 10 | 49   | 34  | +15 | 56   | تأهل إلى كأس الكونفيدرالية            |
| 6  | سموحة              | 34  | 11 | 14 | 9  | 44   | 45  | −1  | 47   |                                       |
| 7  | البنك الأهلي       | 34  | 11 | 13 | 10 | 41   | 41  | 0   | 46   |                                       |
| 8  | فاركو              | 34  | 9  | 15 | 10 | 21   | 22  | −1  | 42   |                                       |
| 9  | إنبي               | 34  | 8  | 15 | 11 | 37   | 39  | −2  | 39   |                                       |
| 10 | المصري             | 34  | 8  | 14 | 12 | 40   | 41  | −1  | 38   |                                       |
| 11 | المقاولون العرب    | 34  | 8  | 14 | 12 | 30   | 31  | −1  | 38   |                                       |
| 12 | الإسماعيلي         | 34  | 9  | 11 | 14 | 27   | 39  | −12 | 38   |                                       |
| 13 | الاتحاد السكندري   | 34  | 9  | 11 | 14 | 40   | 53  | −13 | 38   |                                       |
| 14 | سيراميكا كليوباترا | 34  | 7  | 16 | 11 | 34   | 41  | −7  | 37   |                                       |
| 15 | غزل المحلة         | 34  | 7  | 15 | 12 | 26   | 37  | −11 | 36   |                                       |
| 16 | الجونة             | 34  | 9  | 9  | 16 | 33   | 46  | −13 | 36   | يهبط إلى الدوري المصري الدرجة الثانية |
| 17 | إيسترن كومباني     | 34  | 7  | 12 | 15 | 33   | 56  | −23 | 33   | يهبط إلى الدوري المصري الدرجة الثانية |
| 18 | مصر المقاصة        | 34  | 2  | 9  | 23 | 12   | 50  | −38 | 15   | يهبط إلى الدوري المصري الدرجة الثانية |

## قائمة اللاعبين
أخر تحديث 9 نوفمبر 2021

ملاحظة: تشير الأعلام إلى المنتخب الوطني على النحو المحدد في قواعد الأهلية للفيفا. قد يحمل اللاعبون أكثر من جنسية واحدة غير تابعة للفيفا.
| الرقم | البلد      | المركز | اللاعب          |
| ----- | ---------- | ------ | --------------- |
| 1     | مصر        | حارس   | محمد مجدي       |
| 2     | مصر        | وسط    | عبد الرحمن زين  |
| 3     | مصر        | مدافع  | علي فتحي        |
| 4     | مصر        | مدافع  | أحمد صبيحة      |
| 5     | مصر        | وسط    | علي المصري      |
| 6     | مصر        | وسط    | محمود عقل       |
| 10    | مصر        | وسط    | حسام عبد الواحد |
| 12    | مصر        | مدافع  | حسني فتحي       |
| 13    | مصر        | مدافع  | مصطفى كاجو      |
| 14    | مصر        | وسط    | كريم حلاوة      |
| 15    | نيجيريا    | مهاجم  | يوسف الصديق     |
| 18    | ساحل العاج | وسط    | إريك سيرجي      |
| 19    | كينيا      | مهاجم  | جون أيفيري      |
| 20    | مصر        | مدافع  | محمود الغزالي   |
| 21    | مصر        | وسط    | علي وزة         |
| 21    | مصر        | وسط    | كريم عبد النبي  |
| 22    | مصر        | وسط    | إسلام زيادة     |

| الرقم | البلد   | المركز | اللاعب            |
| ----- | ------- | ------ | ----------------- |
| 24    | مصر     | مدافع  | أحمد عبد المنعم   |
| 25    | مصر     | حارس   | بلتاجي سمير       |
| 27    | مصر     | وسط    | محمود عادل        |
| 28    | نيجيريا | مهاجم  | أتولا جوزيف       |
| 29    | مصر     | وسط    | خالد صلاح         |
| 30    | مصر     | وسط    | زياد أشرف         |
| 30    | مصر     | وسط    | محمد محسن ليلة    |
| 38    | مصر     | مدافع  | هشام شعبان        |
| 40    | مصر     | وسط    | كريم جمال         |
| 44    | مصر     | وسط    | بسام هويدي        |
| 46    | مصر     | مدافع  | أحمد عيد عبد الله |
|       | مصر     | حارس   | رمضان مصطفي       |
|       | مصر     | مدافع  | محمد شوقي غريب    |
|       | مصر     | وسط    | أحمد سوداني       |
|       | مصر     | وسط    | محمد الضرف        |
|       | مصر     | وسط    | محمد عادل أمو     |
|       | مصر     | وسط    | محمود حمد         |

تحت السن

ملاحظة: تشير الأعلام إلى المنتخب الوطني على النحو المحدد في قواعد الأهلية للفيفا. قد يحمل اللاعبون أكثر من جنسية واحدة غير تابعة للفيفا.
| الرقم | البلد | المركز | اللاعب           |
| ----- | ----- | ------ | ---------------- |
| 31    | مصر   | حارس   | أحمد طارق سليمان |
| 33    | مصر   | وسط    | أحمد رأفت        |
| 37    | مصر   | وسط    | سعيد الونش       |
| 74    | مصر   | وسط    | هشام حافظ        |

| الرقم | البلد | المركز | اللاعب     |
| ----- | ----- | ------ | ---------- |
| 44    | مصر   | وسط    | يوسف شريف  |
|       | مصر   | وسط    | محمد كمال  |
|       | مصر   | مهاجم  | محمود فهمي |

## الأَداء في مسابقات الأتحاد الأفريقي
- PR = الدور التمهيدي
- FR = الدور الأول
- SR = الدور الثاني
- PO = الدور التأهيلي

| الموسم | البطولة                     | الدور | الدولة                      | النادي                       | ديار | خارج | المجموع                       |
| ------ | --------------------------- | ----- | --------------------------- | ---------------------------- | ---- | ---- | ----------------------------- |
| 2016   | كأس الكونفيدرالية الأفريقية | PR    | إثيوبيا                     | نادي قوة الدفاع [الإنجليزية] | 3–0  | 3–1  | 6–1                           |
| 2016   | كأس الكونفيدرالية الأفريقية | FR    | جمهورية الكونغو الديمقراطية | نادي دون بوسكو [الإنجليزية]  | 3–1  | 0–1  | 3–2                           |
| 2016   | كأس الكونفيدرالية الأفريقية | SR    | الجزائر                     | شباب قسنطينة                 | 3–1  | 0–1  | 3–2                           |
| 2016   | كأس الكونفيدرالية الأفريقية | PO    | ليبيا                       | النادي الأهلي (طرابلس)       | 1–1  | 0–0  | 1–1 (قانون أهداف خارج الديار) |
| 2018   | دوري أبطال أفريقيا          | PR    | السنغال                     | جينيراسيون فوت               | 0–0  | 0–2  | 0–2                           |

## المدربين
- أحمد عبد الحليم (1 يوليو 2009 – 23 مايو 2010)
- طارق يحيى (يونيو 6, 2010 – 3 أكتوبر 2012)
- محمد عبد الجليل (6 أكتوبر 2012 – 27 فبراير 2013)
- حسام حسن (26 فبراير 2013 – 28 مايو 2013)
- طارق يحيى (27 مايو 2013 – 2014)
- إيهاب جلال (19 يوليو 2014 – 2017)
- طلعت يوسف (17 فبراير 2019 – 20 أبريل 2019)
- جمال عمر (22 أبريل 2019 – 9 يونيو 2019)
- أحمد حسام ميدو (10 يونيو 2019 – 21 يناير 2020)
- جمال عمر (مؤقت) (21 يناير 2020 – 31 يناير 2020)
- إيمانويل أمونيكي (31 يناير 2020 – 29 فبراير 2020)
- إيهاب جلال (29 فبراير 2020 – 22 سبتمبر 2020)
- علي عاشور (22 سبتمبر 2020 – 12 أكتوبر 2020)
- جمال عمر (مؤقت) (12 أكتوبر 2020 – 26 نوفمبر 2020)
- إيهاب جلال (26 نوفمبر 2020 – ""الآن"")